# Битва под Тулой
Битва под Тулой — событие восстания Болотникова. После побед царских войск над повстанцами в битве на Вырке и битве под Серебряными Прудами правительство Василия Шуйского во второй половине марта 1607 года организовало поход на Тулу, который возглавил князь Иван Воротынский. Наряду с Калугой, где в это время находился в осаде Иван Болотников, Тула была средоточием мятежа. В ней находились такие видные деятели восстания как Лжепётр, князья Телятевский и Шаховской. С точки зрения дальнейших перспектив восстания поход имел огромное значение и его успех мог означать полное поражение восстания.
Воротынский пришёл с войском под Тулу из Алексина. «Новый летописец» сообщает, что князь Андрей Телятевский «выде со всеми людьми, князя Ивана Михайловича розгоня, едва ушел в Олексин». Ещё одним источником сведений о сражение выступает Исаак Масса. По его словам, «Пётр Фёдорович» (Лжепётр, которому формально служил Телятевский) со всеми силами выступил из Тулы и обратил в бегство всё стоявшее под городом московское войско. Его предводители Воротынский, Симеон Романович и Истома Пашков бежали вместе с прочими, а повстанцы, воспользовавшись этим, заняли ещё некоторые укреплённые места.
Параллельно с походом на Тулу состоялся поход на Дедилов, который был предпринят победителями в битва под Серебряными Прудами Хилковым, Пушкиным и Ададуровым. Битва под Дедиловом была также безуспешна для правительственной стороны. После этих успехов князь Телятевский выступил с войском к осаждённой Калуге и разбил царские войска в битве на Пчельне. Тула была взята царскими войсками осенью того же года после четырёхмесячной осады.